# 水田直志
水田 直志（みずた なおし、1972年1月24日 - ）は、日本の作曲家。高知県高知市出身。スクウェア・エニックスの社員でTHE STAR ONIONSのメンバーでもある。千葉大学卒業。元カプコン社員。

## 概要
植松伸夫と同じ高校の出身で後輩にあたる。
カプコンでは Mizuta "groovy" Naoshi の名で、『ストリートファイターZERO』、『ロックマン&フォルテ』などの作曲に関わっていた。
後にスクウェア（現：スクウェア・エニックス）に移籍、同社のコンポーザーとして活動をしている。主に『ファイナルファンタジーシリーズ』に登場する曲のアレンジを担当し、自身で作曲などをすることもある。また同シリーズの曲だけではなく、多ジャンルの曲を演奏する。
現在は『ファイナルファンタジーXI』、『ファイナルファンタジーXIII-2』の作曲を中心に活動中。

## 担当作品
水田が全曲を担当した作品は太字で示す。
- ストリートファイターZERO
- ストリートファイターZERO2 ALPHA
- ロックマン&フォルテ
- パラサイト・イヴ2 *
- ファイナルファンタジーXI（植松伸夫・谷岡久美と連名）
  - ファイナルファンタジーXI ジラートの幻影
  - ファイナルファンタジーXI プロマシアの呪縛
  - ファイナルファンタジーXI アトルガンの秘宝
  - ファイナルファンタジーXI アルタナの神兵
  - ファイナルファンタジーXI アドゥリンの魔境
- ファイナルファンタジーXIII-2（浜渦正志・鈴木光人と連名）
- ライトニング リターンズ ファイナルファンタジーXIII（浜渦正志・鈴木光人と連名）
- テトラマスター
- ファイナルファンタジーXV: Episode プロンプト （下村陽子・柴田徹也と連名）
- ストレンジャー オブ パラダイス ファイナルファンタジー オリジン （岩崎英則・山崎良と連名）
- 半熟英雄4 〜7人の半熟英雄〜
- ドラゴンクエスト&ファイナルファンタジー in いただきストリートSpecial
- ブラッド オブ バハムート
- DRAGON SKY
- 光の4戦士 -ファイナルファンタジー外伝-
- ファイナルファンタジーレジェンズ 光と闇の戦士
- ファイナルファンタジーレジェンズ 時空ノ水晶
- ガーディアン・クルス
- ガーディアン・コーデックス
- アルカディアの蒼き巫女
- アカシックリコード

## ライブ・公演
以下には水田が直接関わっているものを記載する。
- FFXIチャンピオンシップ バリスタ・ロワイヤル サマーカーニバル2005(2005.8)